# Mandela Trilogy
Mandela Trilogy – A Folk Opera on the Life of Nelson Mandela ist ein südafrikanisches Musical in drei Akten von Michael Williams (Buch, Libretto und Regie) sowie der Komponisten Péter Louis van Dijk und Mike Campbell über Leben und Wirken Nelson Mandelas. Die Uraufführung fand am 17. Juni 2010 unter dem Titel African Songbook. A Tribute to the Life of Nelson Mandela im Artscape Opera House von Kapstadt statt, als Südafrika die erste Fußball-Weltmeisterschaft auf dem afrikanischen Kontinent ausrichtete.

## Inhalt und Aufbau
Jeder Akt der Trilogie ist einem Lebensabschnitt Mandelas gewidmet und hat ein eigenes musikalisches Leitmotiv. Die Titelfigur wird von drei verschiedenen Sängern verkörpert. Die Handlung beginnt mit einem Prolog Mandelas in seiner Gefängniszelle auf Robben Island. Er ist seit zehn Jahren in Haft und denkt über ein Angebot der Regierung nach: Er dürfe zurück in sein Heimatdorf, wenn er sich nie wieder politisch äußert. Sehnsüchtig denkt er an sein frühes Leben in der Transkei-Landschaft, das im ersten Akt auf die Bühne gebracht wird. Die Schauspieler tragen traditionell südafrikanische Stoffe. Die eigentliche Sprache des Stücks, Englisch, wechselt sich mit isiXhosa ab. Der jugendliche Mandela wird in die uralten Traditionen seiner Dorfgemeinschaft initiiert. Im zweiten Akt geht es um das Lebensgefühl junger schwarzer Südafrikaner in den fünfziger Jahren. Mandela nimmt an der Club- und Jazzszene in Johannesburg teil. Er arbeitet als Anwalt in  Sophiatown und erlebt die Zwangsräumung der Township auf Regierungsbeschluss. Seine Führungsrolle im Kampf gegen die Apartheid wird stärker. Der dritte Akt behandelt die Folgen des Massakers von Sharpeville, den Prozess gegen Mandela und seine Inhaftierung. Er endet mit seiner triumphalen Entlassung aus 27 Jahren politischer Gefangenschaft und seiner Rede vom Balkon des ehemaligen Rathauses am Grand Parade in Kapstadt.

## Musik
Das Werk verbindet stilistisch die traditionelle Musik der Xhosa, Jazz, Blues und Broadway-Elemente mit der klassischen Struktur einer dreiaktigen Oper. Es wird darum auch als „Volksoper“ bezeichnet. Den ersten und dritten Akt schuf Péter Louis van Dijk im Stil einer expressiven postmodernen Oper. Der dritte Akt beginnt mit einem Oratorium, komponiert von Allan Stephenson in einem streng atonalen Modus. Den zweiten Akt gestaltete Mike Campbell als beschwingtes Musical. Er lässt die Zuschauer musikalisch an der Lebenslust in den Jazzclubs teilhaben, bis sich die brutalen Räumungskommandos durch ein dumpfes Grollen ankündigen. Michael Williams, Autor des Musicals und Direktor des Artscape Opera House, sagte über die Idee des Stücks: „Man geht nicht ins Theater, um sich eine Dokumentation anzusehen. Im Gegenteil. Man will unterhalten werden. Der Soundtrack zu Nelson Mandelas Leben ist so unterhaltsam. Der Rhythmus, die wunderbaren Melodien aus seinem Heimatdorf, der Jazz und Blues der 1950er-Jahre und die opernhafte Stille der Gefängniszeit – das ist wie gemacht für ein Musical.“

## Aufführungen
Die Mandela Trilogy war bei der Uraufführung 2010 in Kapstadt ein großer Erfolg. Danach tourte das Ensemble der Cape Town Opera durch Südafrika und gab Gastspiele in mehreren europäischen Städten sowie in Dubai und Hongkong. In Südafrika feierten die Zuschauer das Stück und ihren Volkshelden Mandela. Für die Aufführung in München kam die gesamte Ausstattung aus Kapstadt.

## Gastspiele (Auswahl)
- 2014 Deutsches Theater München
- 2016 Teatro Alighieri, Ravenna
- 2016 Wales Millennium Centre, Cardiff
- 2016 Southbank Centre, London
- 2016 Mayflower Theatre, Southampton
- 2016 Bord Gáis Energy Theatre, Dublin
- 2016 Birmingham Hippodrome, Birmingham
- 2016 The Lowry Theatre, Manchester
- 2016 Royal Festival Hall, London
- 2017 Dubai Opera

## Kritiken
Nach zweieinhalb Stunden Tanztheater, das an Nelson Mandela als lebensfrohen Freiheitskämpfer erinnert, „könnte sich das Musical nun den politischen Errungenschaften Mandelas annehmen“, kommentierte der Rezensent von Deutschlandfunk Kultur die Aufführung 2014 im Deutschen Theater in München. „Aber es ist eben keine Dokumentation, sondern ein Musical. Deshalb wird auch am Schluss: getanzt und gesungen.“ Die Besprechung in Klassikinfo.de hob die Leistung des Chors der Cape Town Opera in der Münchner Aufführung hervor. „Ständig ist er im Einsatz, eine Gruppe außergewöhnlich stimmgewaltiger afrikanischer Sängerinnen und Sänger, die zudem ausgezeichnet tanzen und auch als Akteure voll präsent sind.“ Sein Fazit: „Es ist ein ernstes Stück Unterhaltung und ein unterhaltsames Stück mit einem ernsten Stoff geworden. Denn wenn hier ausgiebig von Freiheit und der Sehnsucht danach gesungen wird, dann trifft das für all die Sängerinnen und Sänger persönlich zu, mindestens für ihre Familien. Sie hatten die Unterdrückung durch die Weißen erlebt und sich nach jener Freiheit gesehnt, die sich Südafrikas afrikanische Bevölkerung durch die Arbeit des ANC und Nelson Mandelas dann errang. Weil es Nelson Mandela gab, gibt es jetzt diese Oper und dieses Gastspiel.“
Über das Gastspiel 2016 in der Royal Festival Hall in London schrieb der Rezensent des Guardian: „Michael Williams Libretto und Regie verdichten erfolgreich Mandelas Geschichte, aber die Musik - das Werk zweier Komponisten - ist eine merkwürdige Persiflage. Péter Louis van Dijk mischt westliche Opern- mit südafrikanischen Folk-Einflüssen, hätte aber mehr von A cappella-Gesang profitiert. Die Johannesburg-Sequenzen von Mike Campbell bezogen dankenswerterweise Anklänge von Township-Jive mit ein, wobei das beste Lied der Hit Pata Pata von Miriam Makeba war. Im letzten Akt führte van Dijk einen selbstbewussteren, dramatischeren Opernstil ein sowie einen kraftvollen Chorgesang während der Sequenz des Rivonia-Prozesses.“ The Independent bemerkte, dass Mandela  im zweiten Akt auch als „Womanizer“ gezeigt wird und so eine Hagiografie vermieden werde.